# اشکش
اَشکَش در شاهنامه نام یک دلاور ایرانی و بلوچ است که از خاندان کیانی و فرماندار گمارده کیخسرو بر مکران بود، پس از او یکی از خاندان اشکش موسوم به فریبرز بن کی کاووس جانشین اشکش گردید. وی فرمانده سپاه کوچ و بلوچ بود که در لشکرکشی کیخسرو که به کین سیاوش انجام می‌شد، به توران شتافت.

## ریشه
اشکش پهلوانی از نژادِ همای که به فرماندهی سپاهیان کوچ و بلوچ برای کین خواهی سیاوش آماده بود و با درفشی پلنگ پیکر همراه لشکرِ خود از پیش «کیخسرو گذشت.
فردوسی در شمار پهلوانان کیخسرو از دسته‌ای به نام فریدونیان نام برده، که ریاستش با اشکش بوده است. او ممکن است یکی از امرای محلیِ تاریخی ـ افسانه‌ایِ عصر اشکانیان بوده باشد که هر کدام سپاه و درفش ویژهٔ خود را داشتند، اما مطیع شاه بودند (نک‍: صفا، ۵۸۷). در مجمل التواریخ (ص ۹۱) اشکش پسر قباد پسر کاوه به‌عنوان یکی از ۲۰۰‘۱ اسپهبد کیخسرو آمده است. طبری (۱ / ۵۸۳–۵۸۴) و بیرونی (ص ۱۱۴) در ذکر شاهان اشکانی از اشکان بن اش نام می‌برند. وُلف (ص ۶۳) و عبدالقادر بغدادی (ص ۱۱) به جای اشکش، اشکن می‌آورند. مسعودی (۱ / ۲۵۹) به جای «اش»، «آس» می‌نویسد.

## هفت یل شاهنامه
اشکش یکی از ۲۰۰‘۱ اسپهبد کیخسرو بود. او را از شاهان اشکانی از اشکان بن اش نام می‌برند.
اشکش یکی از هفت مرد دلاور ایرانی بود که به همراه رستم و برای آزادی بیژن به توران رفت. در بسیاری نبردها حضور داشت. وی در خوارزم، شیده را به گُریز واداشت و به فرمان کیخسرو، به فرمانروایی مکران برگزیده شد.
| به اشکش بفرمود تا با سپاه |  | به مکران بباشد به آئین شاه |

و همین‌طور
| به اشکش بفرمود تا سی هزار |  | دمنده هژبران نیزه گذار   |
| برد سوی خوارزم کوس بزرگ   |  | سپاهی به کردار درنده گرگ |

حکیم فردوسی در بیتی شکوهمند از شاهنامه، از اشکش چنین یاد کرده است:
| چو رهام و چون بیژن تیزچنگ |  | چو اشکش همه نامبُردار جنگ |

### نجات بیژن از چاه توران
در اوج اقتدار دولت کیخسرو، بزرگانی از شهر اِرمان به دربار ایران آمدند و شکایت از گرازانی تنومند و قوی داشتند که تمام اراضی اِرمانیان را به ویرانه مبدل کرده بودند. کیخسرو از میان نامداران داوطلب خواست تا برای نابودی گرازهای وحشی رهسپار گردد اما از کسی دم بر نیامد جز بیژن. چون بیژن راه اِرمان را بلد نبود قرار شد گرگین در این سفر وی را همراهی نماید.
بیژن در دشت اِرمان از گرگین خواست در شکار کمک نماید، گرگین رُک گفت تو از شاه هدایا گرفتی من چرا شکار گراز نمایم و به استراحت پرداخت. بیژن با تیر و کمان به شکار پرداخت و گرازان درشت هیکل را از پای درآورد. در آخر گرگین به کار او حسد برد و خواست بیژن پیروزمندانه به نزد کیخسرو بر نگردد، از این‌رو صحبت از منیژه دختر شاه توران به میان آورد که در چند فرسخی کاخی چون بهشت دارد. بیژن وسوسه شد و سرانجام موفق به دیدار منیژه و در نهایت گرفتار شاه توران شد؛ و در چاهی افکنده گشت تا جان سپارد.
گرگین به ایران برگشته و در مورد ناپدید شدن بیژن دروغ گفت و همه به‌ویژه گیو پدر بیژن (بیژن تنها فرزند پسری گیو بود) سخت نگران شدند؛ تا اینکه کیخسرو در نوروز در جام جهان‌نما مکان تقریبی بیژن را یافت و فرمان آزادی بیژن را با اختیارات ویژه به رستم داد و رستم در تدارک حمله به توران به سالار دربار ایران چنین دستور می‌دهد:
| بفرمود رستم به سالار بار   |  | که بگزین ز گردان لشکر هزار  |
| ز شیرانِ گردنکش نامور       |  | بباید تنی چند بسته کمر      |
| چو گرگین و چون زنگه شاوران |  | دگر گستهم تیغِ جنگ آوران     |
| چهارم گرازه که راند سپاه   |  | نگهبان فرهنگ و تخت و کلاه   |
| چو فرهاد و رهام گرد دلیر   |  | چُن اشکش کجا هست چون نرّه شیر |
| چنین هفت یل باید آراسته    |  | نگهبان این لشکر و خواسته    |

## اشکش فرمانده قوم کوچ و بلوچ در شاهنامه
اشکش در شاهنامه به عنوان فرمانده سپاه کوچ و بلوچ در چندین بیت معرفی شده است.
به پادشاهی گماشتن کی اشکش بلوچ در مکران توسط کیخسرو شاهنشاه ایران زمین:
| به اشکش بفرمود تا با سپاه |  | به مکران بباشد یکی چندگاه |
| نجوید جز از نیکی و راستی  |  | نیارد به کار اندرون کاستی |

و
| پس از گستهم اشکش تیزهُش  |  | که با رأی و دل بود و با مغز خوش |
| یکی گرزدار از نژاد همای |  | براهی که جستیش بودی بپای        |

| یکی گرزدار از نژاد قباد      |  | دلیر و سرافراز و آهسته پاک زاد |
| سپاهش ز گردان کوچ و بلوچ     |  | سگالیده جنگ و برآورده غوچ      |
| که کس در جهان پشت ایشان ندید |  | برهنه یک انگشت ایشان ندید      |
| درفشی برآورده پیکر پلنگ      |  | همی از درفشش ببارید جنگ        |
| نگه کرد کی خسرو از پشت پیل   |  | بدید آن سپه را زده بر دو میل   |
| پسند آمدش کرد سخت آفرین      |  | بدان بخت پیروز و روشن نگین     |

نشان اشکش
در شاهنامه نشان اشکش و رزم آوران کوچ و بلوچ پرچمی با نقش پلنگ تصویر شده:

## اشکش تاریخی
نام اشکش را که در شاهنامه به کرّات یاد شده به صورت اَش-کَش به اوستایی و سنسکریت می‌توان به معنی بسیار درخشان گرفت که مناسب خدای خورشید است. این نام شاهنامه ای که نام رهبر اساطیری بلوچان به روزگار کیانیان اساطیری به‌شمار رفته است، مطابق خدای خورشید قومی بلوچان به نظر می‌رسد. چون از سوی دیگر خوچ (تاج خروس، بلوچ) و خروس (سمبل خورشید) در فرهنگ و اساطیر بلوچان جایگاه والایی دارند.
در جنگ کیخسرو با تورانیان، اشکش فرمانده سپاهی از کوچ و بلوچ بود و در پشت سپاه گستهم لشکر می‌راند و فردوسی او را تیزگوش، پرزور، دلیر، تیزهوش و گرزداری از نژاد همای می‌نامد (۴ / ۲۸). در لشکرکشی ایرانیان به توران به فرماندهی فریبرز، اشکش تیزچنگ فرمانده میسرهٔ سپاه بود (۴ / ۹۴). هنگام رهسپار شدن رستم به توران برای نجات بیژن، اشکش یکی از ۷ دلاور همراه رستم بود، که فردوسی او را صیدکنندهٔ نرّه‌شیر نامیده است (۵ / ۶۰). پس‌از رهایی بیژن، چون افراسیاب به تعقیب رستم پرداخت، اشکش فرمانده میمنهٔ سپاه بود که با گرسیوز درآویخت (۵ / ۸۰). اشکش در رایزنی کیخسرو برای مقابله با افراسیاب حضور داشت و کیخسرو او را با ۳۰ هزار سوار نیزه‌دار مأمور جنگ با شیده در خوارزم کرد. اشکش در خوارزم شیده را مغلوب و متواری کرد. پس‌از این پیروزی، کیخسرو او را روانهٔ زم کرد، تا از حملهٔ افراسیاب به پشت سپاه ایران جلوگیری کند. در نبرد مکران نیز اشکش دلاورانه همراه کیخسرو بود. چون کیخسرو آهنگ دریای زره کرد، اشکش را فرمانروای مکران ساخت.